# Duckweiler
Duckweiler ist eine Wüstung zwischen den Alsdorfer Stadtteilen Hoengen und Bettendorf in der Städteregion Aachen. An dieses ehemalige Dorf erinnern noch die Flurbezeichnung „Am Duckweiler Pfad“ nördlich von Hoengen sowie die Richtung Südost führende „Duckweilerstraße“ in Bettendorf. Am Duckweiler Pfad wurden Ziegelsteine und Dachziegel auf dem Feld entdeckt.
Der Name reiht sich in die vielen auf -weiler endenden Ortsnamen der Umgebung ein (Oidtweiler, Baesweiler, Neuweiler, Langweiler, Kinzweiler, Eschweiler und Weisweiler) und weist auf ein bereits zur Römerzeit bestehendes Gehöft hin. Duckweiler liegt ferner entlang der alten Römerstraße Eschweiler – Kinzweiler – Duckweiler – Oidtweiler – Baesweiler. Eine alte Namensform ist „Doitweiler“.
Den ältesten Teil der Ortschaft bildete der am Südende gelegene Duckweiler Hof, für den drei Besitzer im Jahre 1517 nachgewiesen sind. Bis spätestens 1598 geht der Hof in den Besitz der Herren von Vlatten über, welche ihn als Erbschenken an eine Familie Duckweiler verpachten. Aus dieser Familie stammt der Klosterrather Abt Casparus Jan Duckweiler (1637–1650), welcher ein Vetter von Johann von Werth war und am 31. August 1661 verstarb. 1680 verschwanden die Duckweiler aus den Hoengener Registern und tauchten im 18. Jahrhundert wieder im 4 km entfernten Kinzweiler auf. 
Duckweiler wurde um 1680 durch eine Feuersbrunst vernichtet und nicht wieder aufgebaut. Unbekannt ist die genauere Ursache, wobei in erster Linie Kriegshandlungen oder ein Unfall in Betracht kommen. Auch die Duckweiler Kapelle der drei mauretanischen Märtyrer verbrannte, und ihr Reliquiar wurde in die Hoengener Pfarrkirche gebracht, wo es bis heute jeden Oktober verehrt wird. Die Tranchot-von-Müffling-Karte, Blatt 77 (Aldenhoven) von 1805, enthält noch die Bezeichnung „Duckweiler Kirch“ an der Straße zwischen Hoengen und Bettendorf.